# Noms et adjectifs de couleur

« Il n'est guère de domaine peut-être où le vocabulaire populaire ou le vocabulaire de métier ait eu à subir autant de débordante fantaisie que celui de la couleur. »

— Maurice Déribéré.
Les noms et adjectifs utilisés pour indiquer les couleurs diffèrent selon les langues et les contextes culturels. Si la vision des couleurs est commune au genre humain, l'étendue et les limites des ensembles de couleurs que désignent les mots sont très variables.
Le mots de la couleur peuvent évoquer directement l'expérience visuelle. Ces mots, comme bleu, jaune, gris, désignent des grandes catégories de couleurs appelées champs chromatiques. D'autres mots évoquent la couleur par métonymie, en utilisant le nom d'une matière ou d'un objet représentatif, comme turquoise. La grammaire française traite ces deux catégories différemment pour l'accord. Les champs chromatiques sont l'objet d'études et de controverses linguistiques et anthropologiques.
Les noms de couleur peuvent s'utiliser comme adjectifs. Pour préciser une couleur, les mots peuvent dans certains cas se combiner : un bleu-violet ; des adjectifs comme pâle ou foncé situent aussi la couleur sans la définir entièrement.
Les noms de couleur participent de l'ambiguïté du terme couleur. Une couleur peut aussi bien désigner une sensation colorée, comme rouge, qu'une matière servant à la produire, comme le rouge à lèvres. Un nom désignant un colorant, comme garance, peut par la suite désigner une gamme de couleurs parmi celles qu'il peut produire. Quant aux sensations colorées visuelles, elle comprennent, outre les couleurs au sens de la colorimétrie, la transparence, le brillant et le nacré. Les noms de couleur s'appliquent la plupart du temps à des objets qui comportent l'ensemble de ces propriétés. Ainsi, des tissus de soie colorés avec la même teinture peuvent se vendre sous des noms différents en satin brillant, en toile lisse, en tulle et en crêpe, parce que les idées qui s'associent communément aux noms commerciaux conviennent mieux aux différents aspects de ces matières.

## Classes de noms de couleur
L'usage d'une terminologie standardisée est bien évidemment critique dans la peinture, d'art ou industrielle, et plus généralement dans les arts graphiques, la communication visuelle, le textile, les colorants alimentaires... Différents systèmes sont en usage pour par exemple désigner les pigments utilisés en beaux-arts, les couleurs affichées sur un écran ou les teintes des nuanciers.
Du Moyen de nommer et de définir les couleurs de Michel-Eugène Chevreul, en 1861, à la norme AFNOR NF X08-010 « Classification générale méthodique des couleurs » (annulée en 2014), en passant par le Répertoire de couleurs de la Société des chrysanthémistes, de nombreux ouvrages ont tenté d'assurer les dénominations de couleur. Mais, constate Félix Bracquemond, « La nomenclature des couleurs est considérable, et d'autant plus difficile à fixer qu'elle est toujours incomplète et variée par la fantaisie et l'allure d'esprit d'une époque. Elle augmente sans cesse. Elle diminue de même par l'abandon des noms de nuances qui désignent pendant un moment une teinte bien définie pour tout le monde ». C'est que, comme le note dès 1630 Agrippa d'Aubigné, l'énorme quantité de noms de couleur qui se crée à certaines époques, dont le rapport avec une teinte n'est pas évident, est le résultat d'une bataille de mots, plutôt qu'une indication de sensations visuelles. En termes plus généraux, il faut se souvenir que les noms de couleurs sont des faits de langage, régis par les lois du langage.
On distingue en général trois classes de noms et adjectifs de couleur :
- les termes de couleur primitifs ou basiques, que les locuteurs relient expressément à une couleur, comme blanc, noir, rouge, jaune ;
- les termes de couleur établis par métonymie en référence à un objet caractéristique, qui peut être une matière colorante, comme indigo, ou une référence visuelle comme la couleur lilas ;
- les termes de fantaisie, souvent inventés dans le domaine de la mode, dont seuls les initiés peuvent imaginer la teinte exacte, comme puce ou cuisse de nymphe, dont les noms peuvent être purement commémoratifs, comme céladon ou magenta.

Le classement est souvent difficile, et ces catégories sont perméables. Souvent, le nom d'une matière, comme « beige », qui désignait la laine brute, finit par désigner une couleur, et si peu de personnes connaissent l'origine de terme, il est difficilement soutenable qu'il ne désigne la nuance que par métonymie. La couleur d'objets partageant un nom avec leur couleur peut aussi bien venir de celle-ci, que l'inverse, comme dans le cas de orange ou mauve.
Il n'existe pas d'ailleurs de correspondance univoque entre les termes et les couleurs : une même couleur est normalement décrite par plusieurs noms : le cyan de l'impression en couleurs peut être un turquoise ailleurs, et chaque nom désigne un ensemble de teintes proches, un champ chromatique de taille variable. Des adjectifs comme clair ou intense augmentent encore la variété des dénominations possibles. Ainsi un beige foncé peut-il s'appeler kaki, cachou, poil de chameau, fauve, etc.
Cette confusion et ces difficultés millénaires à classer les termes de couleur se reflètent dans les règles complexes de l'accord des adjectifs et des noms de couleur.

### Métonymies
La couleur que désigne un nom de couleur construit par métonymie, comme jaune citron, vert pomme, bleu ciel, varie souvent moins que l'objet auquel le nom se réfère. D'une part, elle désigne une couleur type qui serait, du point de vue de celui qui l'imagine, celle de l'objet dans une sorte d'état de perfection chromatique ; et d'autre part, le contexte informe sur la couleur à laquelle on doit penser : le bleu ciel d'un vêtement n'est pas celui du ciel en haute montagne.
On peut juger de cette différence pour les nombreux fruits pour lesquels il existe des nuanciers, destinés à estimer leur état de maturité grâce à leur couleur, comme les agrumes ou les cerises.

### Propriété industrielle
Le commerce, en particulier celui de la mode, a produit, depuis le XVIIe siècle, des quantités de noms de couleurs afin de promouvoir et de différencier ses produits. cuisse de nymphe, magenta, ponceau sont à l'origine des noms commerciaux.
Des noms de couleur associés à une teinte peuvent relever du droit des marques et modèles, de sorte qu'un concurrent du déposant qui les utiliserait, pourrait se voir poursuivi pour contrefaçon. On peut citer le rose shocking, le bleu Tiffany, l'International Klein Blue.

## Adjectifs
Les noms de couleur peuvent s'utiliser comme adjectifs ; c'est une question de langage, qui n'affecte pas directement la perception des couleurs. On peut seulement remarquer qu'ils constituent la couleur en propriété d'un objet, ce qui ne correspond pas forcément au rayonnement lumineux, comme le montre l'échiquier d'Adelson. Un poisson rouge est-il toujours rouge dans le noir ? Est-il rouge si personne ne le voit ? Ces questions ont agité la philosophie.
Un nom de couleur primitif adjectivé avec -é ou -âtre peut s'appliquer à un nom de couleur pour en indiquer une nuance. Un vieux-rose violacé peut aussi se décrire comme un rose grisâtre « tirant sur le violet ». Un jaune verdâtre se trouve à la limite entre ces deux couleurs, plutôt côté jaune. Un mur verdâtre est d'une couleur indéterminée tirant sur le vert.
D'autres adjectifs comme clair ou foncé permettent de situer la couleur. Ils ne la décrivent pas : on ne peut pas dire : « cette couleur est la couleur claire ». La norme française AFNOR X08-010 en avait retenu sept : pâle, clair, vif, intense, sombre, profond. Pour arriver à un tableau cohérent, reliant ces adjectifs à la clarté et à la chromaticité de la teinte, elle ajoute grisé, construit sur gris, et moyen. Le langage courant n'est pas si systématique ; il connaît aussi des synonymes. Pâle et délavé se disent de couleurs tirant sur le blanc. Foncé et sombre dénotent une faible luminosité. Le langage déborde aussi de l'évaluation colorimétrique du rayonnement lumineux. Mat et brillant se réfèrent à la propriété de refléter les sources de lumière.
Certains noms et adjectifs de couleur sont incompatibles, bien que rien dans la grammaire générale de la langue ne s'y oppose. On ne peut avoir ni de blanc noirâtre, ni de jaune violacé, ni de bleu jaunâtre, ni de rouge verdâtre, et vice-versa. C'est ce qui avait guidé Ewald Hering pour construire son système de couleurs par oppositions, plus tard confirmé par la physiologie du système visuel. Mais un jaune sombre, foncé ou profond est également impossible : un jaune qui n'est pas lumineux cesse d'être un jaune, on parle de beige, de kaki ou de brun.
Le choix des adjectifs inclut aussi, souvent, des préférences esthétiques. Le même objet peut se dire de couleurs vives, gaies ou criardes ; un autre, de couleurs grisâtres, atténuées ou discrètes.

## Universalité et spécificités culturelles des termes de couleurs
Les caractères physiques des lumières colorées sont identiques partout, et de même la physiologie de l'œil ne varie pas ; pourtant toutes les langues n'opèrent pas les mêmes regroupements des teintes dans des champs chromatiques. L'observation des variations dans les catégories du langage pour la couleur soutient des hypothèses sur la répartition entre une partie physiologique, commune à l'espèce, de la perception, et une partie cognitive, dépendante de la façon dont l'être humain apprend, dans sa culture, à observer son environnement.
D'un point de vue anthropologique, le recueil et l'analyse de la terminologie des couleurs dans les différentes langues font l'objet de travaux importants. La comparaison de ces lexiques constitue en effet un cas-test dans la controverse opposant les tenants de l'hypothèse Sapir-Whorf, selon laquelle les catégories linguistiques (par exemple les termes de couleurs) influencent nos processus mentaux (par exemple notre perception des couleurs) aux partisans des conclusions de l'anthropologue Brent Berlin (en) et du linguiste Paul Kay (en). En étudiant la façon dont s'organisent les termes de couleurs dans plusieurs dizaines de langues de par le monde, ces derniers ont en effet établi une structure commune et une hiérarchie des classifications de couleur.
Leur analyse part de l'observation qu'il est possible d'identifier dans chaque langue des termes de couleurs dits « basiques », définis par le fait qu'ils s'agit de mots simples, fréquemment usités et pour lesquels on observe une grande concordance d'usage entre les locuteurs. Selon Berlin et Kay, lorsqu'une culture ne possède que deux de ces termes alors, ils désignent d'un côté des teintes qu'on pourrait dire « sombres/froides » (noir, brun, bleu...) et d'un autre les teintes « claires/chaudes » (blanc, jaune, rouge, ...). Dans les langues où un troisième terme est utilisé, celui-ci sert à distinguer les tons « rouge » des autres. Puis si un quatrième est présent, c'est pour identifier les tons « vert » ou alors les tons « jaune ». Si un cinquième est présent, c'est pour désigner le « jaune » ou le « vert », respectivement. Puis « bleu », etc. Si bien que pour toutes les langues possédant au moins six termes de couleurs, on trouve un équivalent des termes : noir, blanc, rouge, vert, jaune et bleu. A contrario, il n'existe pas de langue pour laquelle le bleu serait distingué des autres couleurs sans que le rouge ne le soit aussi. Berlin et Kay en concluent que la structure des processus mentaux détermine les catégories du langage plutôt que l'inverse, et que ce qu'il peut y avoir d'universel dans la structure du fait de la communauté génétique de l'espèce humaine explique l'universalité de certains aspects du langage comme l'organisation du lexique des termes de couleurs.

#### Monographies
- (en) Brent Berlin et Kay Paul, Basic Color Terms: Their Universality and Evolution, Berkeley, Californie, États-Unis, University of California Press, 1969 (ISBN 1-57586-162-3).
- Annie Mollard-Desfour (préf. Michel Pastoureau), Le Bleu : Dictionnaire des mots et expressions de couleur. XXe et XXIe siècles, CNRS Éditions, coll. « Dictionnaires », 2013 (1re éd. 1998) (ISBN 978-2-271-06228-4)
- Annie Mollard-Desfour, Le Rouge : Dictionnaire des mots et expressions de couleur. XXe et XXIe siècles, CNRS Éditions, coll. « Dictionnaires », 2009 (1re éd. 2000) (ISBN 978-2-271-06769-2)
- Annie Mollard-Desfour (préf. Bernard Cerquiglini), Le Rose : Dictionnaire des mots et expressions de couleur. XXe siècle, CNRS Éditions, coll. « Dictionnaires », 2002 (ISBN 978-2-271-05993-2)
- Annie Mollard-Desfour (préf. Pierre Soulages), Le Noir : Dictionnaire des mots et expressions de couleur. XXe et XXIe siècles, CNRS Éditions, coll. « Dictionnaires », 2010 (1re éd. 2005) (ISBN 978-2-271-06865-1)
- Annie Mollard-Desfour, Le Blanc : Dictionnaire des mots et expressions de couleur. XXe et XXIe siècles, CNRS Éditions, coll. « Dictionnaires », 2008 (ISBN 978-2-271-06636-7)
- Annie Mollard-Desfour (préf. Patrick Blanc), Le Vert : Dictionnaire des mots et expressions de couleur. XXe et XXIe siècles, CNRS Éditions, coll. « Dictionnaires », 2012 (ISBN 978-2-271-07095-1)
- Annie Mollard-Desfour (préf. Philippe Claudel), Le Gris : Dictionnaire des mots et expressions de couleur. XXe et XXIe siècles, CNRS Éditions, coll. « Dictionnaires », 2015 (ISBN 978-2-271-08897-0)

#### Chapitres et articles
- Jacques Bouveresse, « Y a-t-il une « logique des couleurs » », dans Jacques Bouveresse et Jean-Jacques Rosat (direction), Philosophies de la perception : Pḧénoménologie, grammaire et sciences cognitives, Paris, Odile Jacob, coll. « Collège de France », 2003 (ISBN 2-7381-1352-4)
- Georges Kleiber, « Adjectifs de couleur et gradation : une énigme… « très » colorée » », Travaux de linguistique, no 55,‎ février 2007 (lire en ligne)
- Annie Mollard-Desfour, « Les mots de couleur : des passages entre langues et cultures », Synergies Italie, no 4,‎ 2008, p. 23-32 (lire en ligne)